# 福永宇宙
福永 宇宙（ふくなが そら、1997年11月4日 - ）は、日本のプロボクサー。高知県四万十町出身。黒潮ボクシングジム所属。

## 来歴
小学校でソフトボール、中学で野球、高校は柔道をやっており、20歳からボクシングを始めた。
2018年10月21日のプロデビュー戦は判定勝ち。
その後2020年西日本スーパーバンタム級新人王として、東軍代表矢斬佑季を相手に5回3-0(49-46×2、50-45)判定勝ちで全日本新人王を獲得。なお四国のジム所属選手として初めて全日本新人王獲得である。
2022年8月14日、大阪府立体育会館で山下賢哉と対戦し、3回にダウンをくらいながらも盛り返し、8R判定3-0(76-75、76-75、77-74)で勝利した。

## 戦績
- プロボクシング - 13戦13勝（6KO）

| 戦           | 日付           | 勝敗 | 時間    | 内容    | 対戦相手                 | 国籍 | 備考                                                 |
| ------------ | -------------- | ---- | ------- | ------- | ------------------------ | ---- | ---------------------------------------------------- |
| 1            | 2018年10月21日 | 勝利 | 4R      | 判定3-0 | 中田章裕（明石）         | 日本 | プロデビュー戦                                       |
| 2            | 2019年04月07日 | 勝利 | 4R      | 判定3-0 | 岩崎圭祐（オール）       | 日本 |                                                      |
| 3            | 2019年06月16日 | 勝利 | 4R      | 判定3-0 | 野々口勇斗（仲里）       | 日本 |                                                      |
| 4            | 2019年10月06日 | 勝利 | 2R 2:48 | KO      | 野々口勇斗（仲里）       | 日本 |                                                      |
| 5            | 2020年08月12日 | 勝利 | 4R 2:33 | TKO     | 末継海里（本橋）         | 日本 |                                                      |
| 6            | 2020年09月20日 | 勝利 | 1R 2:23 | TKO     | 桑渕柊耶（江見）         | 日本 |                                                      |
| 7            | 2020年11月01日 | 勝利 | 4R      | 判定2-1 | 西村連（SUN-RISE）       | 日本 | 2020年度西日本スーパーバンタム級新人王決勝           |
| 8            | 2020年12月27日 | 勝利 | 3R 2:56 | TKO     | 安西蓮（岡崎）           | 日本 | 2020年度全日本スーパーバンタム級新人王西軍代表決定戦 |
| 9            | 2021年02月21日 | 勝利 | 5R      | 判定3-0 | 矢斬佑季（花形）         | 日本 | 2020年度全日本スーパーバンタム級新人王決定戦         |
| 10           | 2021年11月28日 | 勝利 | 5R 1:13 | TKO     | 木元紳之輔（角海老宝石） | 日本 |                                                      |
| 11           | 2022年08月14日 | 勝利 | 8R      | 判定3-0 | 山下賢哉（JBスポーツ）   | 日本 |                                                      |
| 12           | 2023年2月26日  | 勝利 | 3R 2:45 | TKO     | チャノン・ソンカーム     | タイ |                                                      |
| 13           | 2023年08月11日 | 勝利 | 8R      | 判定3-0 | 村井貴裕（名古屋大橋）   | 日本 |                                                      |
| テンプレート |                |      |         |         |                          |      |                                                      |

## 獲得タイトル
- 全日本スーパーバンタム級新人王